# George Bruce de Carnock

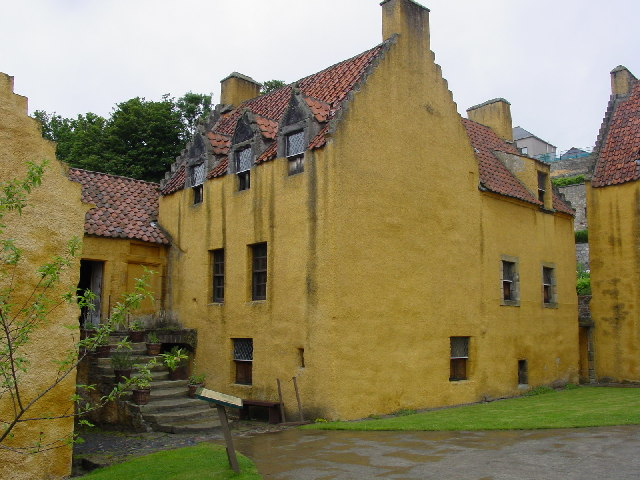
La residencia de Bruce en Culross Palace.

George Bruce de Carnock (1568-1625) fue un mercader e ingeniero escocés nacido en Carnock, (Dunfermline).

## Minería del carbón
Bruce fue un innovador en la tecnología de la minería del carbón, iniciando la minería marítima en Upper Hirst gracias a nuevas técnicas de drenaje. Estos desarrollos atrajeron mucho interés, incluyendo una visita del rey Jacobo VI en 1617. Sir George Bruce le invitó a visitar una de sus minas bajo el lecho marino y el rey se aventuró hasta el Firth de Forth, donde vio el punto donde se cargaban los barcos. Asustado al ver agua en la parte superior, acusó a George de intentar acabar con su vida y afirmó que se trataba de un acto  de traición. Sólo cuándo George Bruce señaló un bote de remos y explicó que uno podía regresar por el túnel o mediante la barca, Jacobo se relajó - y tomó la opción del viaje en barca.

## Culross Palace
Entre 1597 y 1611, Bruce construyó una mansión en Culross, utilizando materiales obtenidos de su comercio con el extranjero. Este edificio ha sido llamado posteriormente Culross Palace. Decoró ricamente el palació y encargó magnficos frescos para los techos, que aún se pueden ver gracias al cuidado del National Trust for Scotland. El edificio palaciego, que se había apagado blanqueado por la exposición a la intemperie, fue restaurado a su original color amarillo-anaranjado. El camino del patio y el jardín también fueron sido remodelados, con el jardín ahora lleno de vegetales, hierbas y plantas, creciendo habrían hecho en el siglo XVII.

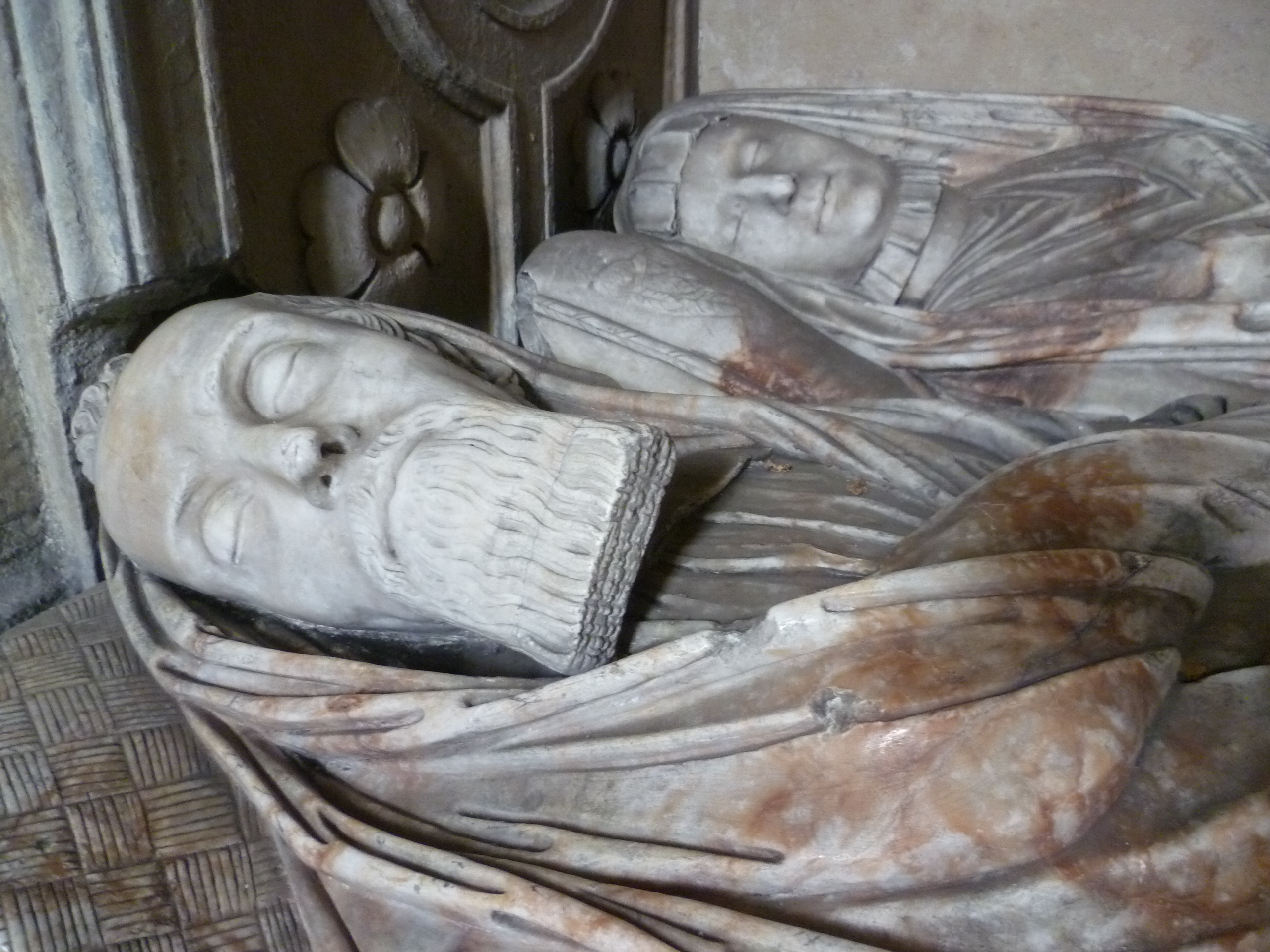
Efigie de Sir George en la Abadía de Culross

## Muerte
Bruce murió el 6 de mayo de 1625 y fue enterrado en la Abadía de Culross.